# Britta Beyer
Britta Beyer, född 1682, död 1741, var en nederländsk författare och pietist. Hon var profet och ledare för en religiös sekt. Hon är författaren till flera pietistiska skrifter. 
Beyer var född i Sverige men emigrerade tidigt till Amsterdam i Nederländerna för att arbeta som piga.   